# Classe Zwaardvis
Pour les sous-marins de l'époque de la seconde guerre mondiale, voir classe Zwaardvisch.
La classe Zwaardvis (en français :"Espadon") est une classe de sous-marins d'attaque conventionnels qui ont été construits pour renforcer la Marine royale néerlandaise. Le gouvernement néerlandais a choisi de ne pas remplacer les deux sous-marins de la classe Zwaardvis par d'autres sous-marins de la classe Walrus, ou par des sous-marins d'une nouvelle conception.

## Histoire
Le 24 décembre 1965, la Marine royale néerlandaise a donné à la Rotterdamsche Droogdok Maatschappij l'ordre de construire deux sous-marins. À l'époque, la Marine royale néerlandaise pensait que ces deux sous-marins pourraient éventuellement utiliser la propulsion nucléaire. Comme beaucoup d'autres marines dans le monde, les Pays-Bas se sont intéressés à la propulsion nucléaire après que les États-Unis eurent mis en service le USS Nautilus en 1955. Les performances de ce sous-marin nucléaire et de ceux qui lui ont succédé, comme les sous-marins de la classe Skate, étaient très prometteuses à l'époque. Cela a fait croire à la marine néerlandaise que les sous-marins nucléaires joueraient un rôle crucial à l'avenir et que ne pas en développer un signifierait être laissé pour compte par d'autres marines qui se concentraient sur les sous-marins nucléaires. En outre, la marine royale néerlandaise craignait que les sous-marins diesel-électriques de la classe Dolfijn qui venaient d'entrer en service aient tout à envier aux sous-marins nucléaires. Cela serait problématique puisque les sous-marins de la classe Dolfijn étaient les sous-marins les plus modernes que la marine néerlandaise avait à l'époque dans son inventaire. De plus, c'était également un coup dur pour la marine néerlandaise car sa flotte de sous-marins commençait tout juste à prendre la forme que la marine avait envisagée après la dévastatrice Seconde Guerre mondiale. Outre la marine royale néerlandaise, les experts navals néerlandais de l'époque ont également souligné dans de nombreux articles l'importance des sous-marins nucléaires et le fait qu'il n'y aurait pas de nouveau bond technologique aussi important dans au moins une décennie. Ce genre de déclarations et de recommandations a également encouragé la marine royale néerlandaise à commencer à réfléchir à l'acquisition de sous-marins nucléaires. Entre-temps, la pose de la quille des deux sous-marins que la marine néerlandaise avait commandés a eu lieu le 14 juillet 1966. Le bâtiment Zwaardvis a reçu le numéro 320, tandis que le bâtiment Tijgerhaai a reçu le numéro 321. Les deux noms ont été attribués par la Reine Juliana des Pays-Bas, le 7 septembre.
La Marine royale néerlandaise, en collaboration avec l'institut de recherche TNO, le Centre des réacteurs des Pays-Bas et Nevesbu, s'est entièrement consacrée pendant cette période à la propulsion nucléaire pour les sous-marins. Cependant, la construction de sous-marins nucléaires néerlandais ne deviendra jamais réalité. Il n'y avait tout simplement pas assez d'argent, car le budget de la défense ne pouvait pas, pendant cette période, couvrir à la fois les coûts de construction des sous-marins nucléaires et ceux de l'entretien de tous les navires de la flotte néerlandaise en même temps. De plus, déjà lors des négociations avec les États-Unis, il est apparu qu'aucun sous-marin nucléaire ne serait construit dans un avenir proche. Les États-Unis n'étaient pas enthousiastes à l'idée que les Pays-Bas construisent des sous-marins nucléaires, ils ont plutôt fait en sorte que la marine néerlandaise se concentre sur d'autres domaines au sein de l'alliance de l'OTAN, les négociations se sont donc arrêtées en 1969. Paradoxalement, l'OTAN a soutenu le désir nucléaire néerlandais, mais a ajouté que si la marine néerlandaise ne réussissait pas à court terme, il faudrait alors construire deux sous-marins conventionnels. C'est exactement ce qui s'est passé avec les sous-marins de la classe Zwaardvis, des sous-marins conventionnels diesel-électriques, dont la coque et la disposition générale sont basées sur la conception en larme de la dernière classe de sous-marins américains non nucléaires, la classe Barbel.

## Conception
Les sous-marins de la classe Zwaardvis ont été conçus par la Marine royale néerlandaise et mis au point par les quatre plus grands chantiers navals néerlandais de l'époque, à savoir RDM, Wilton-Fijenoord, De Schelde et NDSM, ainsi que par les bureaux Werkspoor N.V. et N.V. Nederlandsche Vereenigde Scheepsbouw. Par rapport à la conception à trois cylindres des sous-marins de la classe Dolfijn, les sous-marins de la classe Zwaardvis sont basés sur un cylindre. La Marine royale néerlandaise et ses partenaires ont choisi cette conception parce qu'elle permettait de disposer de plus d'espace dans les sous-marins, ce qui offrait à l'équipage un logement plus spacieux et facilitait également l'installation des machines dans les sous-marins. La propulsion de la classe Zwaardvis est également différente de celle des sous-marins de la classe Dolfijn, par exemple, elle a une seule hélice au lieu des deux hélices de cette dernière. De plus, il est équipé de plus de moteurs diesel, les batteries nécessitent moins de temps de charge, il peut lancer des missiles et des torpilles à des profondeurs plus importantes, la profondeur de plongée a considérablement augmenté, et enfin il peut rester plus longtemps immergé. L'introduction des sous-marins de la classe Zwaardvis a également conduit la Marine royale néerlandaise à utiliser les torpilles Mark 37. En 1988, les torpilles Mark 37 des sous-marins de la classe Zwaardvis ont été remplacées par les torpilles Mark 48 plus récentes. L'introduction des sous-marins de la classe Zwaardvis a également conduit la Marine royale néerlandaise à utiliser les torpilles Mark 37. En 1988, les torpilles Mark 37 des sous-marins de la classe Zwaardvis ont été remplacées par les nouvelles torpilles Mark 48.

## Exportation
En septembre 1981, la République de Chine (Taiwan) a commandé deux sous-marins modifiés de la classe Zwaardvis, la classe Chien Lung/Hai Lung. En 1992, une nouvelle commande de quatre autres navires a été refusée par le gouvernement néerlandais en raison des pressions exercées par la République populaire de Chine.
Les deux bateaux néerlandais désarmés, Zwaardvis et Tijgerhaai, ont été chargés sur un navire et transportés au chantier naval PSC de Lumut, en Malaisie, en prévision de leur achat par la marine malaisienne en 1997, mais celle-ci a décliné l'offre et a choisi la classe française Scorpène à la place. En conséquence, les deux bateaux sont restés longtemps à Lumut en attendant un acheteur et une éventuelle remise à neuf. En 2005, un juge néerlandais a ordonné le 17 août 2005 que la Rotterdamsche Droogdok Maatschappij commence à démolir les deux bateaux avant le 1er septembre 2005, ou les ramène aux Pays-Bas avant le 1er octobre 2005, faute de quoi ils devraient faire face à des sanctions, telles qu'une pénalité de paiement. Depuis que la Rotterdamsche Droogdok Maatschappij a fait faillite, le ministère néerlandais de la défense a finalement payé pour la démolition et la mise au rebut des deux sous-marins. Le coût de cette opération a été estimé à 2,8 millions d'euros et la ferraille a été vendue pour 1,4 million d'euros.

## Navires
| Navire          | Constructeur                        | Quille posée le: | Lancé le:        | Mis en service le: | Désactivé le: |
| --------------- | ----------------------------------- | ---------------- | ---------------- | ------------------ | ------------- |
| Zwaardvis       | Rotterdamsche Droogdok Maatschappij | 14 juillet 1966  | 2 juillet 1970   | 18 août 1972       | 1994          |
| Tijgerhaai      | Rotterdamsche Droogdok Maatschappij | 14 juillet 1966  | 25 mai 1971      | 20 octobre 1972    | 1995          |
| Classe Hai Lung |                                     |                  |                  |                    |               |
| Hai Lung        | Wilton-Fijenoord                    | 15 décembre 1982 | 6 octobre 1986   | 9 octobre 1987     | En service    |
| Hai Hu          | Wilton-Fijenoord                    | Décembre 1982    | 20 décembre 1986 | 9 avril 1988       | En service    |

### Sources
- (en) Cet article est partiellement ou en totalité issu de l’article de Wikipédia en anglais intitulé « Zwaardvis-class submarine » (voir la liste des auteurs).